# 薛寿萱
薛寿萱（1899年—1972年），名学濂，男，江苏无锡人，中国民族资本家，曾经营永泰丝厂。

## 家庭
祖父薛福成。父亲薛南溟。妻荣卓仁为荣宗敬之女。